# Ivica Vastić
Ivica Vastić (Split, 29 de setembre de 1969) és un exfutbolista professional croat nacionalitzat com a austríac. Jugava com a centrecampista, encara que a vegades també ho feia de davanter.

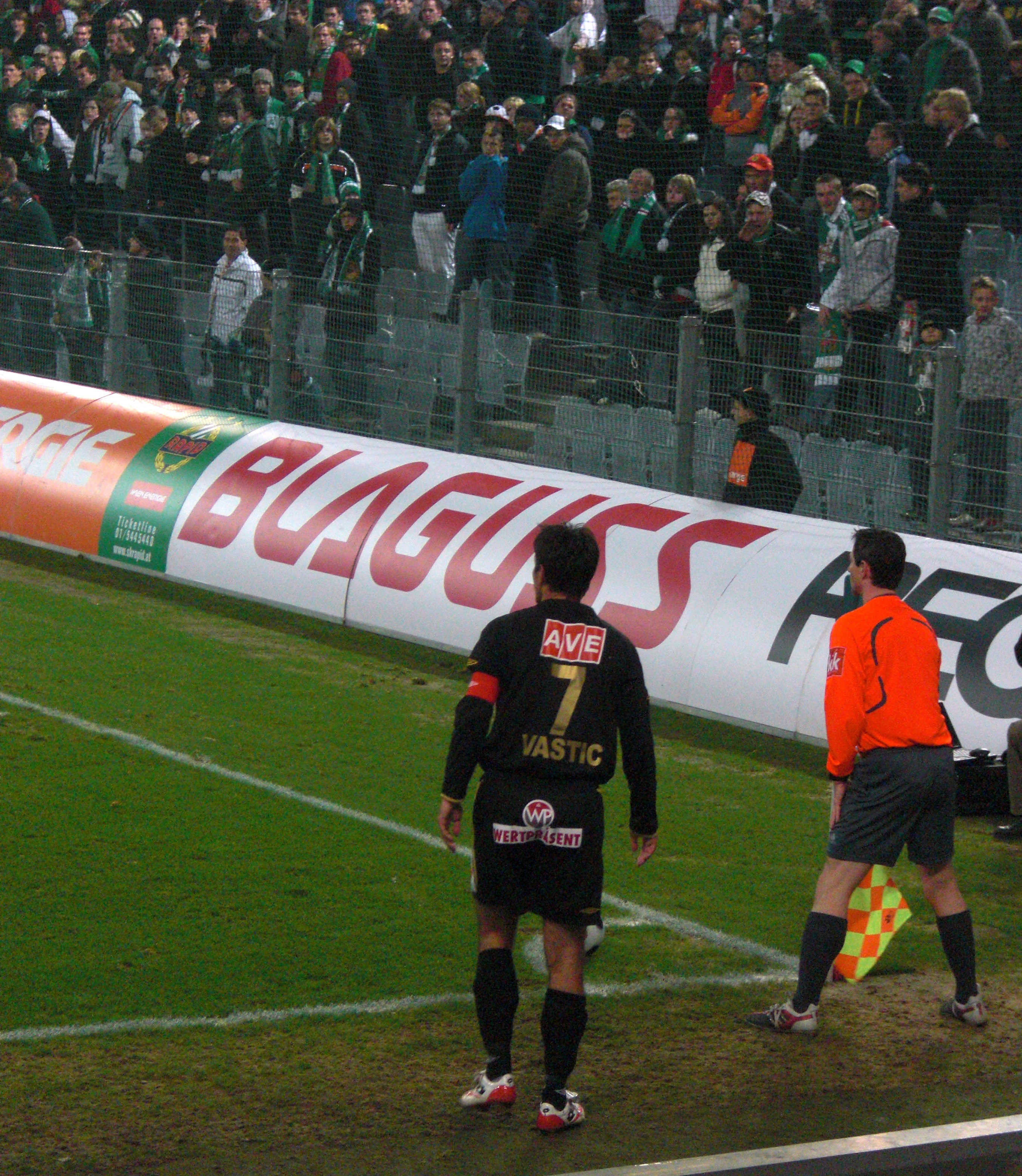
Vastić jugant a LASK Linz.

Fou internacional amb la selecció d'Àutria, amb qui disputà 50 partits i marcà 12 gols. Va participar en el Mundial de 1998. Pel que fa a clubs, destacà als clubs MSV Duisburg, Sturm Graz, Nagoya Grampus Eight, Austria Viena i LASK Linz.